# Хун (район)
Хун — один з районів (лаос. ເມືອງ муанг) провінції Удомсай, Лаос.